# كلية وليام وماري
كلية وليام وماري (بالإنجليزية: College of William & Mary)‏ في ولاية فرجينيا (المعروف أيضا باسم وليام وماري، أو W & M) هي جامعة بحثية عامة تقع في وليامز، فرجينيا، الولايات المتحدة الأمريكية. تأسست ملكي في 1693 من قبل خطابات براءات الاختراع الصادرة عن الملك ويليام الثالث والملكة ماري الثانية، مما جعل منها ثاني أقدم مؤسسة للتعليم العالي في الولايات المتحدة بعد جامعة هارفارد.
من المتعلمين في كلية وليام وماري رؤساء الولايات المتحدة توماس جيفرسون، جيمس مونرو، وجون تايلر وكذلك شخصيات رئيسية أخرى هامة في تنمية البلاد، بما في ذلك رئيس المحكمة العليا في الولايات المتحدة جون مارشال، رئيس مجلس النواب هنري كلاي، ستة عشر عضوا من الكونغرس القاري ، وأربعة من الموقعين على إعلان الاستقلال. [11] تأسست الطلاب W & M شرف المجتمع الأكاديمي فاي بيتا كابا في عام 1776 وكان W & M أول مدرسة للتعليم العالي في الولايات المتحدة لتثبيت ميثاق شرف لقواعد السلوك للطلاب. إنشاء برامج الدراسات العليا في القانون والطب في 1779 مما يجعلها واحدة من أولى الجامعات في الولايات المتحدة.
بالإضافة إلى برنامجها الجامعي (والذي يتضمن برنامج درجة مشتركة الدولي مع جامعة سانت أندروز وبرنامج هندسي مشترك مع جامعة كولومبيا)، W & M هي موطن لعدد من برامج الدراسات العليا (بما في ذلك علوم الكمبيوتر، والسياسة العامة، والفيزياء، والتاريخ الاستعماري) وأربع مدارس المهنية (القانون، والأعمال التجارية، والتعليم، والعلوم البحرية).

## أعلام
- جيمس ماديسون
- جون راندولف
- بيتن راندولف